# Поток (Камник)
Поток (словен. Potok) — поселення в общині Камник, Осреднєсловенський регіон, Словенія. Висота над рівнем моря: 436,6 м.